# 1996 في العراق
فيما يلي قوائم الأحداث التي وقعت خلال عام 1996 في العراق.

## أحداث
- 24 مارس – الانتخابات البرلمانية العراقية 1996

## مواليد

### يناير
- 10 يناير - تارة فارس، عارضة أزياء عراقية
- 18 يناير – علي لطيف لاعب كرة قدم عراقي.[1]

### فبراير
- 8 فبراير – حمزة عدنان لاعب كرة قدم عراقي.
- 10 فبراير – همام طارق لاعب كرة قدم عراقي.[2]

### مارس
- 17 مارس – مهدي عبد الزهرة لاعب كرة قدم عراقي.[3]
- 22 مارس – أيمن حسين لاعب كرة قدم عراقي.

### مايو
- 25 مايو – شيركو كريم لاعب كرة قدم عراقي.[4]

### يونيو
- 3 يونيو – علاء علي مهاوي

### سبتمبر
- 21 سبتمبر – مهند العزاوي سباح عراقي.

### نوفمبر
- 3 نوفمبر – عماد محسن[5]
- 29 نوفمبر – حسين علي جاسم

### ديسمبر
- 22 ديسمبر – بشار رسن لاعب كرة قدم عراقي.[6]

## وفيات

### يناير
- 1 يناير – ذو النون أيوب (مواليد 1908) صحفي وروائي ومحرر عراقي.
- 1 يناير – صدام كامل (مواليد 1956)
- 1 يناير – عبدالله سلوم السامرائي (مواليد 1932)
- 28 يناير – عبد العزيز الطباطبائي (مواليد 1929) كاتب إيراني.

### أبريل
- 26 أبريل – محمد شمسي كاتب عراقي.

### أكتوبر
- 15 أكتوبر – توما توماس (مواليد 1924) سياسي عراقي.